# 勒内-尼古拉·德·莫普
勒内·尼古拉·夏尔·奥古斯坦·德·莫普（1714年2月25日—1792年7月29日），他是莫朗格莱和布利侯爵，瓦兹河畔布吕伊埃雷(Bruyères-sur-Oise)子爵， 法国政治家，大法官。曾一度剥夺法国高等法院的政治权力(1771年—1774年)。然而路易十六即位后取消了他的措施，使他失去了可能防止法国大革命爆发的基本制度的改革。

## 生平
莫普出生于蒙彼利埃司法贵族之家，其家族自十六世纪起即为穿袍贵族(noblesse de robe)，他是勒内·夏尔·德·莫普(René Charles de Maupeou，1688–1775)的长子，曾担任过巴黎高等法院的院长(1743–1757)。
莫普自幼修习近法律，成为其父的助手。1763年任巴黎高等法院院长，1768年9月任大法官，接替其父的职务，翌年，他委任约瑟夫·马里·泰雷神父(Abbé Terray)为财政总监，泰雷计划向特权阶级征税，以稳定王室的财政。这一计划遭到高等法院的强烈反对，法官罢审。
1771年1月19日夜里，莫普下令法官恢复工作，但几乎所有的法官都拒不从命。他把其中130人流放到边远省份，并撤消了他们的职务。接着，他在巴黎高等法院司法辖区内建立6个区法院行使职责，以有薪金的法官代替官僚贵族。最重要的是，他否认巴黎高等法院有否决国王敕令的权利。这时，泰雷方得以实行他的税收改革计划。莫普建立开明专制主义的措施激起贵族和富有的资产阶级的愤恨。但在路易十五统治末年，新司法制度还是行之有效的。1774年5月路易十六即位，8月恢复了高等法院原有的权利，莫普被迫引退。莫普的失败预示杜尔哥的失败，而由此造成了法国大革命时期君主制本身的垮台。
莫普引退后仍保持大法官头衔(1790年7月1日办公室被废除)，他一直活者看到旧政权被推翻，直到他1792年在蒂伊(Thuit)去世。

## 子女
1744年，莫普娶了一个富有的女继承人，安妮·德·龙尚罗勒(Anne de Roncherolles，1725 - 1752)，启蒙运动者让-雅克·卢梭圈子朋友路易丝·德皮奈夫人(Madame d'Épinay)的表妹。
夫妇生于两个儿子:
1. 勒内·安热·奥古斯坦·德·莫普(René Ange Augustin de Maupeou，1746–1793)，勃艮第骑兵团营长（英语：Mestre de camp）
2. 夏尔·维克多·勒内·德·莫普(Charles Victor René de Maupeou，1749–1789)，法国最高行政法院审理长（英语：Master of Requests (France)）